# Ptilidiales
Ptilidiales son un grupo de plantas hepáticas.
La unidad filogenética de este grupo se definió sobre la base del análisis genético molecular a nivel de genes del cloroplasto, núcleo y mitocondrias.